# Nürnbergs transportmuseum
Nürnbergs transportmuseum (Verkehrsmuseum Nürnberg) ligger i Nürnberg, Tyskland. Huvudmuseum är Deutsche Bahns eget DB Museum med tågrelaterat material på plats. I museilokalerna finns också Nürnbergs Kommunikationsmuseum (Museum für Kommunikation, Nürnberg) som ingår i de tyska postmuseerna. Man har även två satellitmuseer i Koblenz-Lützel (DB Museum Koblenz) och Halle (DB Museum Halle). Det är tysklands första järnvägsmuseum och ett av de äldsta tekniska museerna i Europa. Det ingår i the European Route of Industrial Heritage (ERIH).